# Baracs

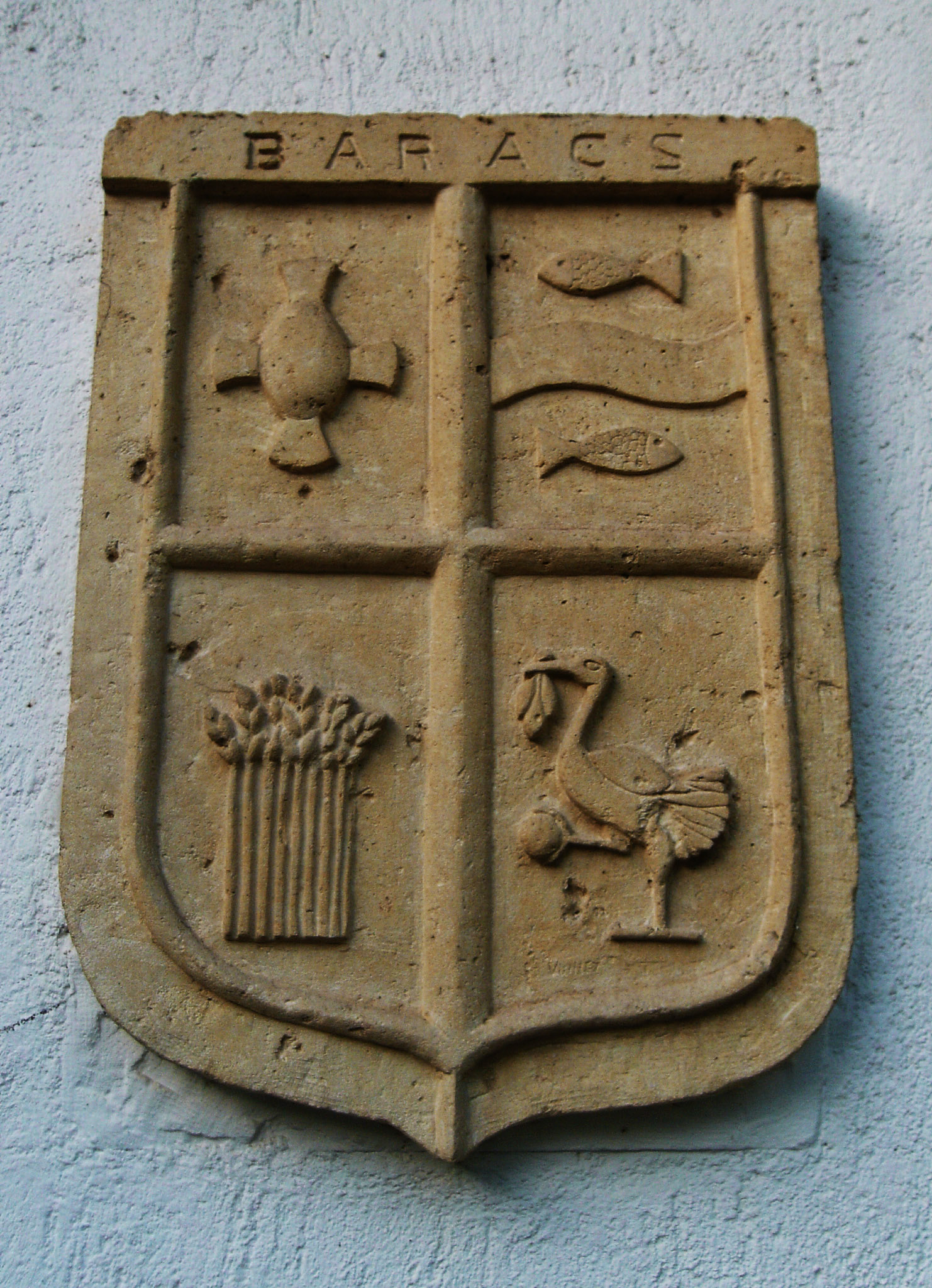
Tafel mit dem Wappen von Baracs

Baracs ist eine ungarische Gemeinde im Kreis Dunaújváros im Komitat Fejér.

## Geografische Lage
Baracs liegt acht Kilometer südwestlich des Zentrums der Kreisstadt Dunaújváros an dem Fluss Baracsi ér. Nachbargemeinden sind Nagyvenyim, Mezőfalva und Daruszentmiklós.

## Geschichte

### Vor- und Frühgeschichte

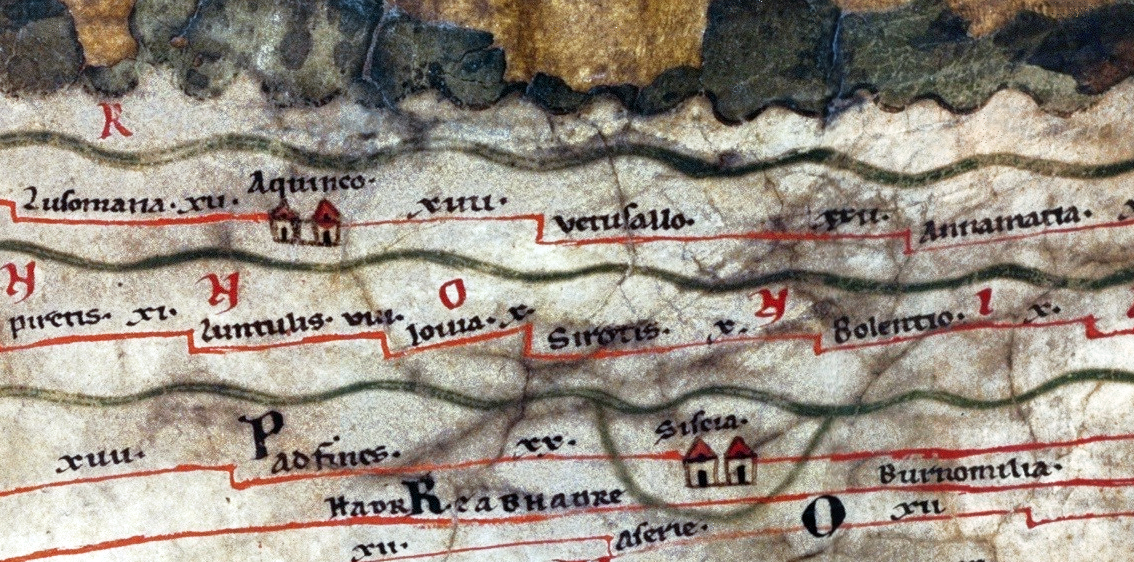
Die Limesstraße Aquincum – Vetus Salina (Vetusallo) – Annamatia (ganz rechts) im oberen Bildbereich der Tabula Peutingeriana.

Bereits in vorgeschichtlicher Zeit war das Gebiet besiedelt, wie Gräber der spätbronzezeitlichen Urnenfelderkultur im Bereich des späteren römischen Garnisonsorts beweisen. Doch fanden sich auch deutliche Spuren der Vatya-Kultur, zu der Baracs-Földvár als eine befestigte Tell-Siedlung gehört. Solche Siedlungen sind typisch für die frühe und mittlere Bronzezeit entlang der Donau. Die bronzezeitliche Siedlung mit dem umgebenden Erdwall von Baracs wurde bereits 1960 und 1962 von dem Archäologen István Bóna (1930–2001) erfasst. Die damals untersuchten Kulturschichten besaßen eine Mächtigkeit von bis zu fünf Metern. Neben Bauten der Vatya-Kultur kamen auch Häuser der frühbronzezeitlichen Nagyrév-Kultur zu Tage.
Bekannt wurde Baracs in erster Linie jedoch durch seine römische Vergangenheit. Zu nennen ist hierbei an erster Stelle das Kastell Annamatia, das den pannonischen Donaulimes sicherte. Der antike Name ist durch die Kopie einer spätantiken Straßenkarte, der Tabula Peutingeriana bekannt geworden. Das Kastell findet sich skizzenhaft bereits auf einer Karte des italienischen Offiziers und Gelehrten Luigi Ferdinando Marsigli (1658–1730) von 1726. Etwas später wurde dessen Grundriss in teilweise realistischerer Form auf der detaillierten Landkarte des Michael Karpe von 1775 abgebildet.

### Mittelalter und Neuzeit

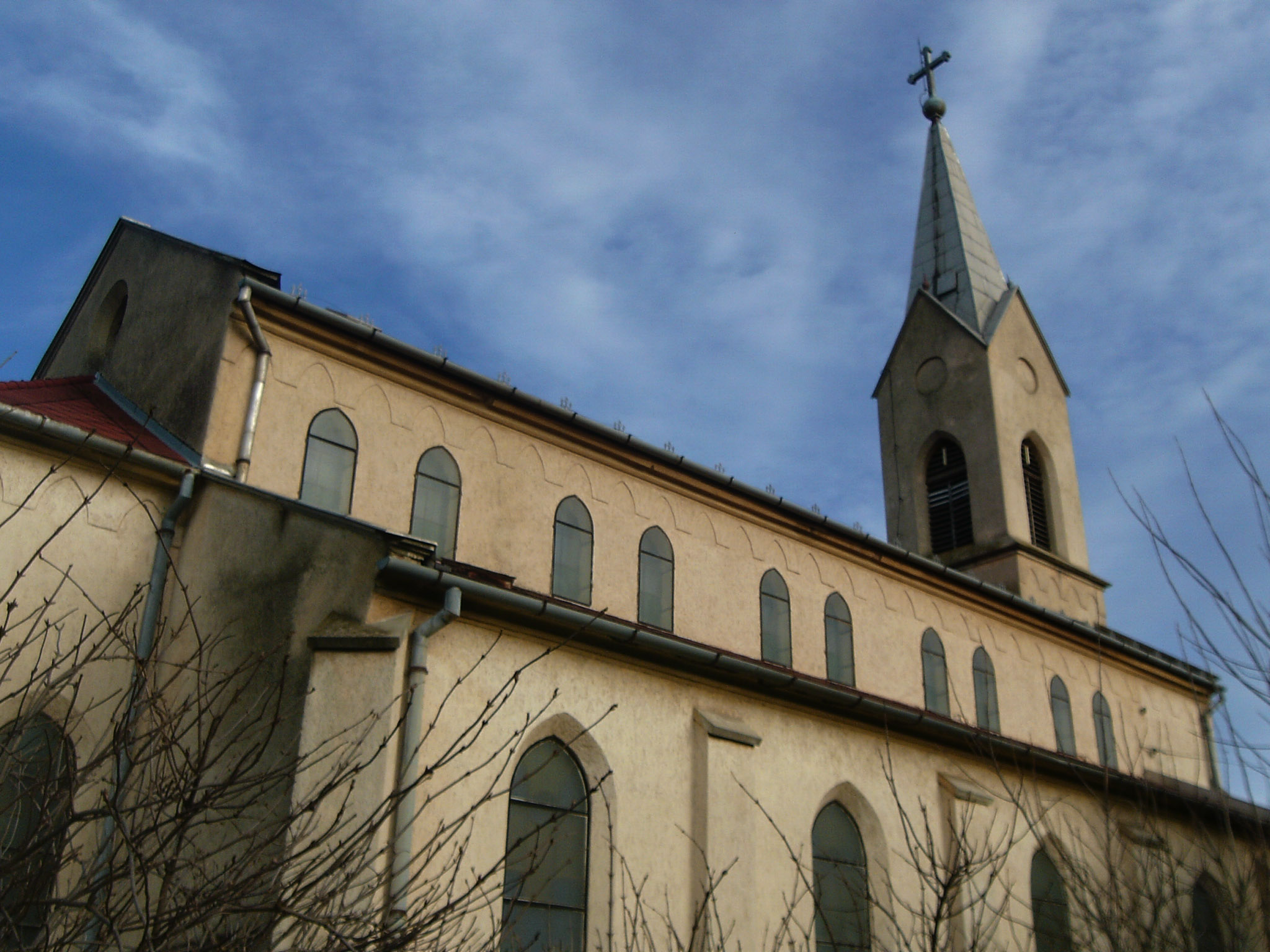
Die neogotisch beeinflusste katholische Marienkirche von Baracs

Der heutige Name des Orts findet sich zuerst im Jahr 1276 als Boroch. Aus der Árpádenzeit stammt noch ein Gräberfeld. Anbei befanden sich die Fundamente einer mittelalterlichen Kirche. An ihrer Stelle entstand 1850 das heutige katholische Gotteshaus im neogotischen Stil. Das mittelalterliche Boroch wurde im 16. Jahrhundert durch die einfallenden Heere der Türken vollkommen zerstört und erst im 18. Jahrhundert wiederbesiedelt. Damals wurde auch das Kastell mit seiner Bebauung systematisch als Steinbruch für die Neubauten ausgebeutet.

## Sehenswürdigkeiten
- 1848-Denkmal (1848-as emlékmű), errichtet 1948
- Römisch-katholische Kirche Boldogságos Szűz Mária neve
- Römisch-katholische Kirche Magyarok Nagyasszonya im Ortsteil Apátszállás

## Gemeindepartnerschaften
Baracs ist mit zwei Gemeinden partnerschaftlich verbunden.
- Vlăhița, Rumänien, seit 2005
- Montois-la-Montagne, Frankreich, seit 2005

## Verkehr
Baracs ist über die Landstraße Nr. 6221 zu erreichen, östlich der Gemeinde verläuft die Autobahn M3. Es bestehen Busverbindungen nach Dunaújváros. Der nächstgelegene Bahnhof befindet sich nördlich in Újvenyim.